# Tachinomyia montana
Tachinomyia montana är en tvåvingeart som först beskrevs av Smith 1917.  Tachinomyia montana ingår i släktet Tachinomyia och familjen parasitflugor. Inga underarter finns listade i Catalogue of Life.